# Улица Фердинанда Иоганна Видемана
Улица Фердина́нда Иога́нна Ви́демана (эст. Ferdinand Johann Wiedemanni tänav) — улица в Таллине, столице Эстонии.

## География
Пролегает в микрорайоне Кадриорг, район Кесклинн. Начинается у перекрёстка улиц Ф. Р. Фельмана и Везивярава, заканчивается на перекрёстке с улицей Яана Поска.
Протяжённость — 235 м.

## История
Изначально носила название Лютерская улица (эст. Lutheri tänav), так как район домов с чётными номерами входила в состав одной недвижимости, которая в 1880 году отошла в собственность ревельского бургомистра Александра Мартина Лютера. 17 января 1923 года получила своё нынешнее название в честь языковеда, академика Санкт-Петербургской академии наук Фердинанда Иоганна Видемана.
Названия улицы в письменных источниках разных лет:
- 1885 год — эст. Lutheri tänav
- 1907 год, 1916 год — Лютерская улица
- 1908 год, 1910 год — эст. Lutre tänav
- 1907 год — нем. Lutherstraße
- 1921 год — эст. Luteri tänav, эст. Lutri tänav
- 1925 год — эст. Wiidemanni tänav
- 1938 год — эст. Ferdinand Johann Wiedemanni tänav
- 1942 год — нем. Wiedemannstraße

Общественный транспорт по улице не курсирует.

## Памятники культуры
- F. J. Wiedemanni tn 17 / J. Poska tn. 19, здание A

Примечательный деревянный жилой дом конца 19-го — начала 20-го столетия в стиле раннего классицизма, входящий в ансамбль зданий Кадриорга. Дизайнерское решение интерьера соответствует типу русского дома, центральным пространством которого является кухня. При инспектировании 18.04.2020 состояние дома было оценено как хорошее;
- F. J. Wiedemanni tn 17 / Poska tn. 19, здание В

Примечательный каменный жилой дом, входящий в ансамбль зданий Кадриорга. Двухэтажное здание из плитняка со сводчатым подвалом и двускатной крышей, расположенное в середине участка недвижимости номер 19. Наружные стены здания поддерживаются невысокими контрфорсами. Стены чердака выполнены из дерева. При инспектировании 18.04.2020 состояние дома было оценено как хорошее;
- F. J. Wiedemanni tn 17 / J. Poska tn. 19, здание С

Примечательный деревянный жилой дом, входящий в ансамбль зданий Кадриорга. Одноэтажный бревенчатый дом в стиле раннего классицизма с множеством пристроек и реконструкций, с камином в центре. Различные части здания покрыты вальмовой или двускатной крышей. На окнах ставни. Некоторые окна поделены на шесть частей. При инспектировании 18.04.2020 состояние дома оценивалось как хорошее.

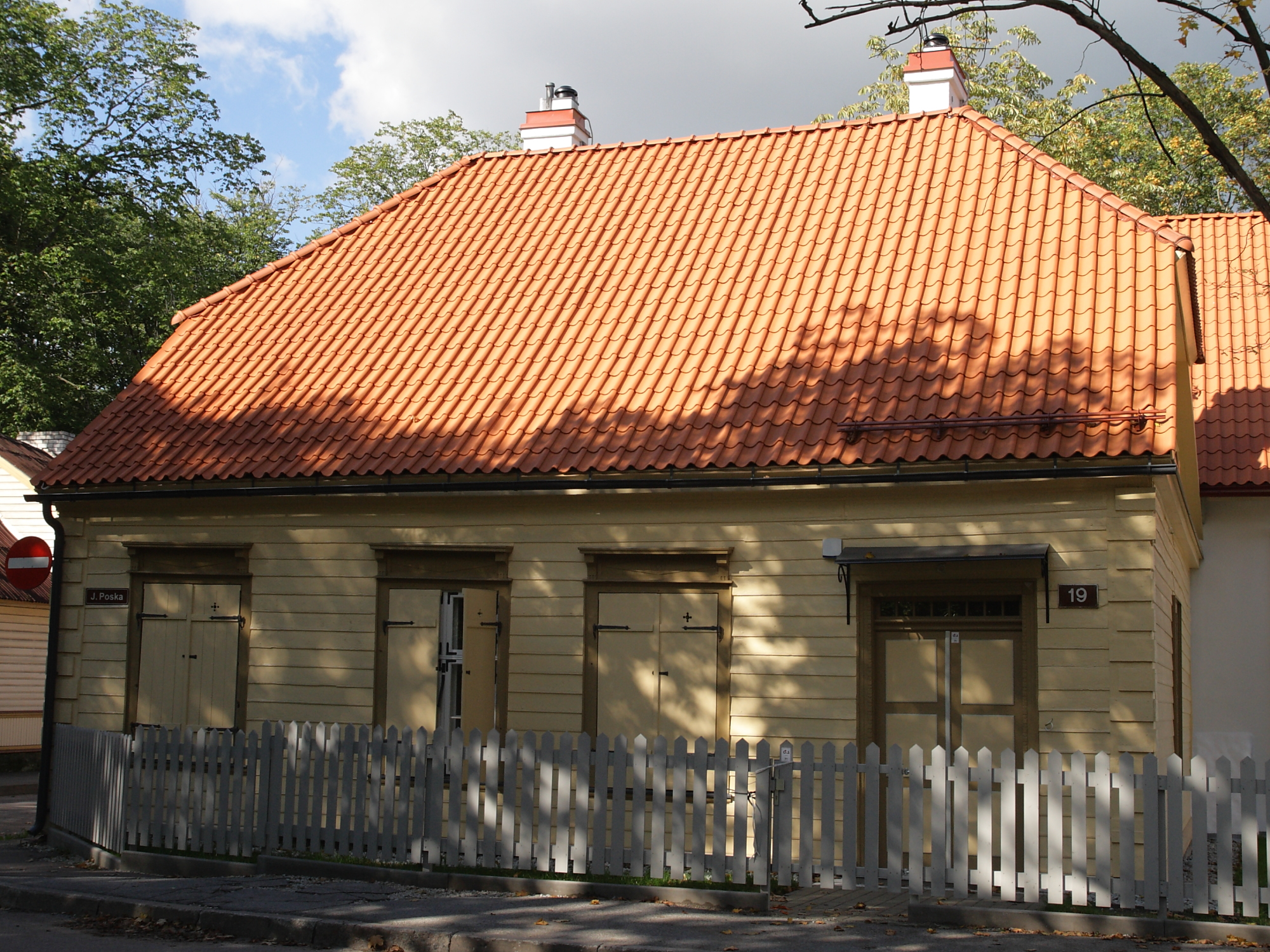
Дом 19 (здание A)
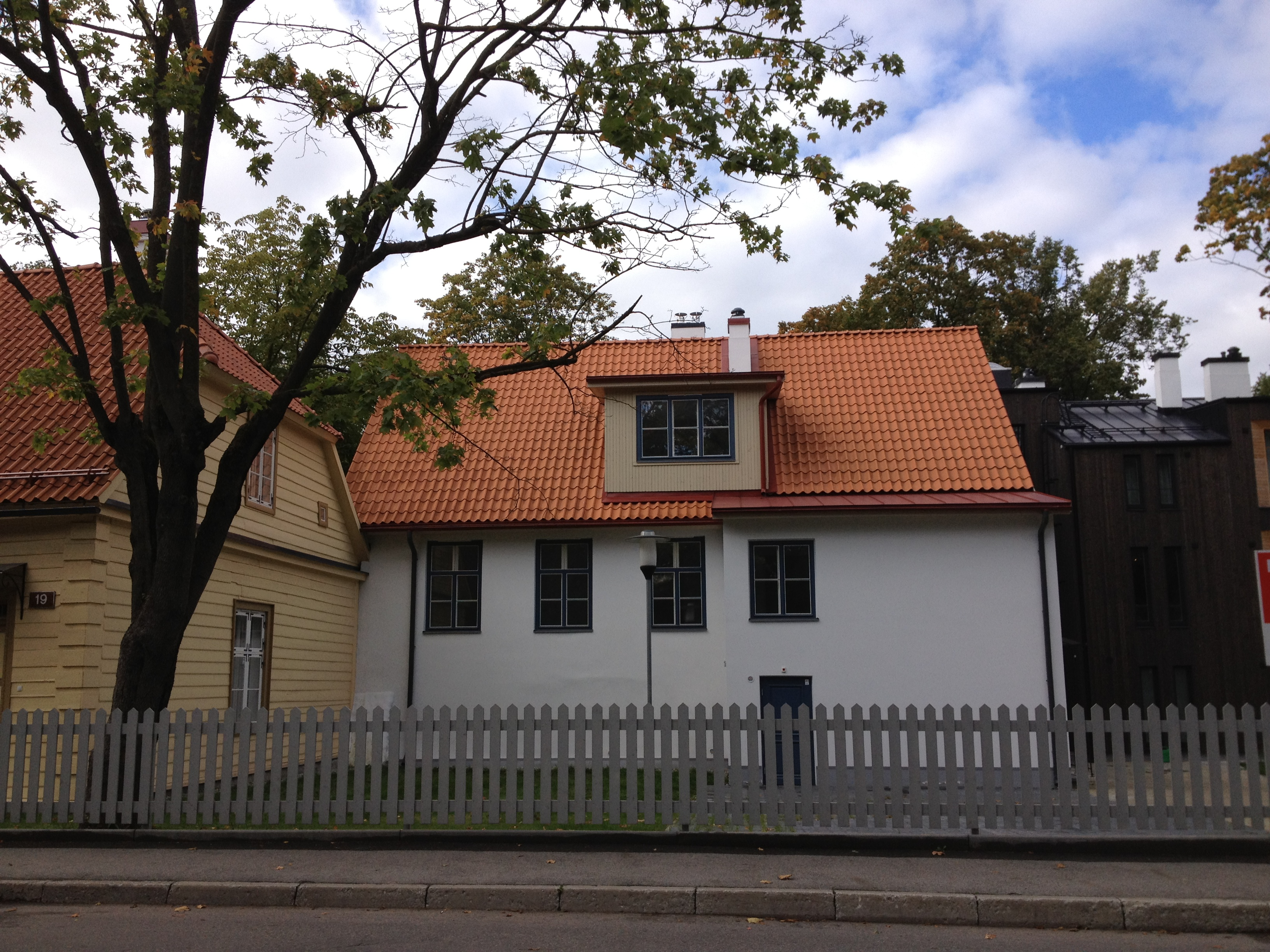
Дом 19 (здание В)
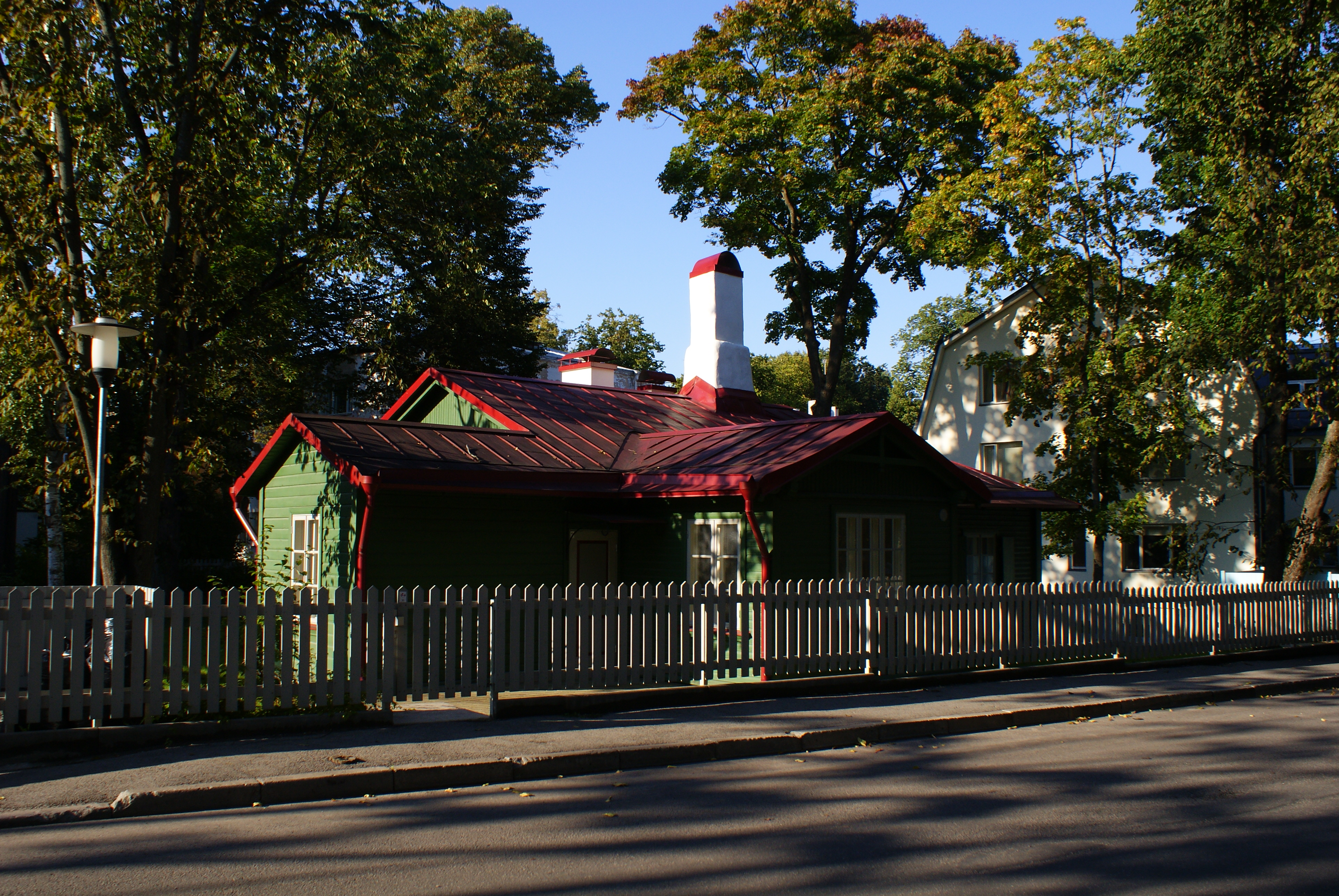
Дом 19 (здание С)